# Parameijerella femorata
Parameijerella femorata är en tvåvingeart som beskrevs av Cherian 1991. Parameijerella femorata ingår i släktet Parameijerella och familjen fritflugor. Inga underarter finns listade i Catalogue of Life.